# ربى الحلبي
ربى الحلبي هي ممثلة سورية. بدأت مسيرتها الفنية بالغناء ثم بدأت مسيرتها الفنية سنة 2011 بالتمثيل في المسرح ثم العديد من المسلسلات والأفلام السورية. وهي خريجة المعهد العالي للفنون المسرحية لعام 2010 و من أول أعمالها دور ندى مسلسل الخربة.

## أعمالها

### المسلسلات
- الخربة (2011)
- ايام الدراسة ج2 (2012)
- وراء الوجوه (2014)
- خان الدراويش (2014)
- بقعة ضوء 11 (2015)
- العراب - تحت الحزام (2016)
- بقعة ضوء 12 (2016)
- العراب - نادي الشرق (2015)
- أوركيديا (2017)
- كوما (2018)
- المهلب بن أبي صفرة (2018)
- حارس القدس (2020)

## الأفلام
- الرابعة بتوقيت الفردوس
- بانتظار الخريف
- رجل وثلاثة أيام
- دمشق - حلب
- درب السماء